# Mondlo
Mondlo is een plaats in de Zuid-Afrikaanse provincie KwaZoeloe-Natal.
Mondlo telt ongeveer 51.000 inwoners.